# منشأة رحمي
قرية منشاة رحمى هي إحدى القرى التابعة لمركز أطسا في محافظة الفيوم في جمهورية مصر العربية. حسب إحصاءات سنة 2006، بلغ إجمالي السكان في منشاة رحمى 5801 نسمة، منهم 3057 رجل و2744 امرأة.